# دامنه‌کوه
دامنه‌کوه (به خط تاجیکی: Доманакӯҳ) یک روستا در تاجیکستان است که در ناحیه لخش، جماعت دهات سیلی‌آباد واقع شده‌است.
تا پیش از ماه مارس ۲۰۲۲، نام این  روستا، سرغای (به خط تاجیکی: Сарғой) بوده.